# Radim Holiš
Radim Holiš (* 12. srpna 1975 Valašské Meziříčí) je český politik, stavební projektant a stavitel, od roku 2020 zastupitel a hejtman Zlínského kraje, od roku 2014 zastupitel a v letech 2014 až 2021 rovněž starosta města Rožnov pod Radhoštěm v okrese Vsetín, člen hnutí ANO (a od roku 2022 i člen předsednictva hnutí).
Ve volbách do Poslanecké sněmovny v říjnu 2021 byl díky preferenčním hlasům z posledního místa kandidátky ve Zlínském kraji zvolen poslancem Poslanecké sněmovny PČR. Rozhodl se však zůstat hejtmanem a funkce poslance se vzdát. V listopadu 2024 byl zvolen předsedou Asociace krajů ČR.

## Život
Nejprve absolvoval Gymnázium Františka Palackého Valašské Meziříčí a následně vystudoval obor pozemní stavby na Fakultě stavební Vysokého učení technického v Brně (získal titul Ing.).
Po promoci začal pracovat jako projektant a stavební dozor (jako projektant s autorizací na pozemní stavby působil 15 let), od roku 2012 se věnoval i realizaci staveb.
Radim Holiš žije ve městě Rožnov pod Radhoštěm v okrese Vsetín. Je ženatý, má dvě děti. Mezi jeho záliby patří sport (především běh a běh na lyžích), rybolov a kultura.

## Politické působení
Od ledna 2014 je členem hnutí ANO. V komunálních volbách v roce 2014 byl z pozice lídra kandidátky zvolen zastupitelem města Rožnov pod Radhoštěm. Dne 18. listopadu 2014 se navíc stal starostou města. Ve volbách v roce 2018 mandát zastupitele města obhájil a na konci října 2018 se stal po druhé starostou města. V září 2021 na post starosty města kvůli vytížení z výkonu hejtmanské funkce rezignoval, jeho nástupcem se stal Jiří Pavlica. V komunálních volbách v roce 2022 kandidoval do zastupitelstva Rožnova pod Radhoštěm ze 7. místa kandidátky ANO. Vlivem preferenčních hlasů však skončil první, a obhájil tak mandát zastupitele.
V krajských volbách v roce 2016 kandidoval za ANO do Zastupitelstva Zlínského kraje, ale neuspěl. Zvolen byl až ve volbách v roce 2020, kdy kandidoval jako lídr ANO. Dne 10. listopadu 2020 se stal hejtmanem Zlínského kraje, jelikož vítězné ANO podepsalo koaliční smlouvu se třetími Piráty, pátou ODS a šestou Českou stranou sociálně demokratickou. Ve funkci tak nahradil Jiřího Čunka.
Ve volbách do Poslanecké sněmovny PČR v roce 2017 kandidoval za ANO ve Zlínském kraji, ale neuspěl. V říjnu 2021 kandidoval za ANO ve volbách do Poslanecké sněmovny. Byl uveden na posledním, 22. místě kandidátky ve Zlínském kraji. Získal však 5 010 preferenčních hlasů, čímž se jako největší „skokan“ těchto voleb dostal na 2. místo a byl zvolen poslancem. Poté se však rozhodl upřednostnit funkci hejtmana a po složení slibu se poslaneckého mandátu vzdát. Jeho místo pak ve Sněmovně zaujala poslankyně Margita Balaštíková, která byla na zlínské kandidátce první náhradnicí.
Na sněmu hnutí ANO v únoru 2022 byl zvolen členem předsednictva hnutí.
V krajských volbách v září 2024 kandidoval z pozice člena ANO jako lídr kandidátky do Zastupitelstva Zlínského kraje. Mandát krajského zastupitele se mu podařilo obhájit. Následně vítězné ANO uzavřelo koaliční smlouvu se čtvrtým uskupením „Starostové pro Zlínský kraj s podporou TOP 09 a ZVUK 12“ a dne 4. listopadu 2024 byl Holiš opět zvolen hejtmanem Zlínského kraje, když získal 28 hlasů od 44 přítomných zastupitelů. Dne 26. listopadu 2024 byl zvolen předsedou předsedou Asociace krajů České republiky, když ve funkci nahradil hejtmana Jihočeského kraje Martina Kubu.